# 上海發佈

“上海发布”在社交媒体上的标志

上海發佈是中華人民共和國上海市人民政府新闻办公室在新浪微博、微信公眾號、抖音、东方明珠移动电视等平台開設的政務賬號，它是中國大陸各省市開設的第一個政務微博賬號，也是影響力第一的政務賬號，於2011年11月28日率先在新浪微博上開設。2013年6月8日，上海發佈在微信公眾號上開設賬戶。

## 功能
該賬號主要发布有關上海的政策、天氣、交通、教育、文化、衛生等各類信息，而上海发布的微信公眾號的賬號內還開設有“市政大厅”，市民可以在此查詢公積金、实时路况、垃圾分类、公交实时到站、医院报告、重名查询等多項服务。上海發佈在抖音上主要發佈短視頻。

## 吉祥物
2016年11月28日，上海發佈的吉祥物“兔小布”誕生。因為上海發佈開設那年，恰逢農曆兔年，同時大白兔奶糖也是上海著名的商品，所以上海發佈選擇兔子作為吉祥物。兔小布在設計時還借鑒了上海著名小吃小籠包的外形。

## 外部連結
- 上海發佈的新浪微博
- 上海發佈的微信公眾號（页面存档备份，存于）
- 上海發佈的抖音賬號（页面存档备份，存于）